# Plectris kochi
Plectris kochi är en skalbaggsart som beskrevs av Frey 1967. Plectris kochi ingår i släktet Plectris och familjen Melolonthidae. Inga underarter finns listade i Catalogue of Life.